# Porta da Cruz
A Porta da Cruz foi uma antiga porta da cidade de Lisboa, inserida na cerca fernandina da cidade.
Localizava-se no fim da Rua das Portas da Cruz, e na frente da Rua do Paraíso, ficando fronteira à Igreja do Paraíso. Damião de Góis na sua Descrição de Lisboa, chama a esta a primeira porta da cidade. Foi demolida em 1775 para se abrir a Rua Nova, para servir ao transporte da Estátua equestre de D. José I, que saiu da Fundição de Santa Clara, e nesse ano se colocou no Terreiro do Paço. Permanece ainda todavia a ombreira esquerda desta porta, pegada ao cunhal da casa do Secretário de Guerra, com uma inscrição latina em louvor da Senhora. Na sua proximidade houve a Casa da Moeda Velha, em que elrei D. Dinis fundou a universidade, cujas ruínas se divisam dentro do Pátio dos Quintalinhos, às Escolas Gerais. 